# Warwick (Rhode Island)
Pour les articles homonymes, voir Warwick.
Warwick est une ville située dans le comté de Kent, dans l’État de Rhode Island, aux États-Unis. En 2010, sa population s’élevait à 82 672 habitants, ce qui en fait la plus grande ville du comté (les comtés du Rhode Island n’ont pas de siège). 

## Géographie
La municipalité s'étend sur 49,80 milles carrés (128,98 km2), dont 35,04 milles carrés (90,75 km2) de terres.

## Histoire
Warwick a été fondée en 1642 par Samuel Gorton (en), fondateur des Gortonites. Il a acheté aux Amérindiens Narragansetts une portion de terre. L’endroit s’appelait alors Shawomet.
Cette petite ville est célèbre dans l'histoire des Etats-Unis en tant que théâtre de l'affaire du Gaspée, premier coup de main (1772) contre les intérêts britanniques et l'amorce de la Guerre d'Indépendance. Le Gaspée était un vaisseau envoyé en Nouvelle-Angleterre en application du Stamp Act (1765) et des décrets Townshend. Au mouillage dans la baie de Narragansett, le vaisseau fut pris d'assaut et pillé, tandis que son commandant, le Lt. Dudingston, était blessé. 
La ville a été incorporée en 1931.

## Personnalités
- Nancy Elizabeth Prophet (1890-1960), sculptrice américaine.